# 靳治揚
靳治楊，字毛南，盛京遼陽州人，屬漢軍鑲黃旗。他於1695年擔任台灣知府。

## 生平
高拱乾爲蔭生出身，曾任福建漳州府知府。康熙三十四年（1695年）擔任台灣府知府。任內注重教化原住民，也重修高拱乾所修編的台灣府志。任滿前往廣東任肇高廉羅道。